# Panamerikanische Spiele 2023/Hockey
Bei den Panamerikanischen Spielen 2023 in der chilenischen Hauptstadt Santiago de Chile wurden vom 25. Oktober bis 4. November 2023 insgesamt zwei Turniere im Hockey ausgetragen, davon je eines bei den Männern und bei den Frauen. Austragungsort war das Field Hockey Training Center.
Die jeweiligen Sieger qualifizierten sich für die Olympischen Sommerspiele 2024 in Paris. Beide Turniere gewann die Mannschaft aus Argentinien. Bei den Männern setzten sich die Argentinier im Endspiel gegen Gastgeber Chile durch, bei den Frauen besiegte die argentinische Mannschaft im Finale die US-Amerikanerinnen.

## Bilanz

### Medaillenspiegel
| Platz  | Land               | Gold | Silber | Bronze | Gesamt |
| ------ | ------------------ | ---- | ------ | ------ | ------ |
| 1      | Argentinien        | 2    | —      | —      | 2      |
| 2      | Chile              | —    | 1      | 1      | 2      |
| 3      | Vereinigte Staaten | —    | 1      | —      | 1      |
| 4      | Kanada             | —    | —      | 1      | 1      |
| Gesamt | Gesamt             | 2    | 2      | 2      | 6      |

### Medaillengewinner
| Disziplin | Gold | Silber | Bronze |
| --------- | --- | --- | --- |
| Männer    | ArgentinienTomás Santiago Agustin Machelett Juan Catan Nicolás Keenan Maico Casella Lucas Toscani Nicolás Della Torre Santiago Tarazona Federico Monja Tomas Domene Matías Rey Lucas Martínez Agustín Mazzilli Tadeo Marcucci Thomas Habif Agustín Bugallo                                   | ChileAdrian Henriquez Vicente Goni Fernando Renz José Maldonado Martín Rodriguez Kay Gesswein Andrés Pizarro Juan Amoroso Jose Hurtado Felipe Renz Raimundo Valenzuela Axel Richter Axel Troncoso Sebastián Wolansky Nils Strabucchi Franco Becerra             | KanadaFloris van Son Devohn Noronha Teixeira Oliver Scholfield Keegan Pereira Balraj Panesar Brendan Guraliuk Sean Davis Gordon Johnston Brenden Bissett Fin Boothroyd Matthew Sarmento James Kirkpatrick Samuel Cabral Taylor Curran Ethan McTavish Thomson Harris |
| Frauen    | ArgentinienAgostina Alonso Clara Barberi Sofía Cairó Juana Castellaro Pilar Campoy Cristina Cosentino Valentina Costa Biondi Agustina Gorzelany María José Granatto Julieta Jankunas Valentina Raposo Rocío Sánchez Moccia Victoria Sauze Delfina Thome Sofía Toccalino Eugenia Trinchinetti | Vereinigte StaatenKelsey Bing Sanne Caarls Leah Crouse Emma DeBerdine Amanda Golini Linnea Gonzales Danielle Grega Alexandra Hammel Ashley Hoffman Karlie Kisha Ashley Sessa Meredith Sholder Abigail Tamer Jillian Wolgemuth Elizabeth Yeager Madeleine Zimmer | ChileDoménica Ananías Simone Avelli Camila Caram Sofía Filipek Fernanda Flores Francisca Irazoqui María Maldonado Antonia Morales Laura Müller Denise Rojas Natalia Salvador Agustina Solano Francisca Tala Manuela Urroz Paula Valdivia Fernanda Villagrán         |